# You (canción de Benny Blanco, Marshmello y Vance Joy)
«You» es una canción del productor discográfico estadounidense Benny Blanco, con el DJ estadounidense Marshmello y el cantante australiano Vance Joy. Fue lanzado a través de Interscope Records, Friends Keep Secrets y Joytime Collective el 29 de enero de 2021. Fue coescrito por Blake Slatkin y Caroline Pennell.

## Antecedentes
La canción fue anunciada el 22 de enero. En un comunicado, Blanco dijo que es amigo de Joy y Marshmello desde hace mucho tiempo y que era el momento adecuado para hacer algo juntos. Marshmello agregó que "Benny me mostró esta demo en su estudio un día" y "Me atrajo instantáneamente la canción y supe que tenía que probar algo un poco diferente con ella. Le envié mi idea inicial a Benny y desde allí volvimos y adelante hasta que creamos lo que todos pueden escuchar ahora mismo".

## Video musical
El video, dirigido por William Child, muestra una animación hecha con arcilla de los tres artistas en un pícnic hasta que Marshmello y Joy son secuestrados por un monstruo verde. Blanco los rastrea, pero cuando se enfrenta al secuestrador, abraza al monstruo, y todos terminan pasando el rato juntos y disfrutando de unos porros en el jacuzzi y jugando al billar, y luego se despiden de él.

## Posicionamiento en lista
| Lista (2021)                                | Mejor posición |
| ------------------------------------------- | -------------- |
| Australia (ARIA)                            | 55             |
| Bélgica (Valonia) (Ultratip Bubbling Under) | 15             |
| Bélgica (Flandes) (Ultratop 50)             | 46             |
| Canadá (Canadian Hot 100)                   | 62             |
| Irlanda (IRMA)                              | 77             |
| Lithuania (AGATA)                           | 61             |
| Netherlands (Dutch Top 40 Tipparade)        | 26             |
| Netherlands Single Tip (MegaCharts)         | 22             |
| New Zealand Hot Singles (RMNZ)              | 2              |
| Sweden (Sverigetopplistan)                  | 38             |
| Estados Unidos (Alternative Airplay)        | 20             |